# Euphorbia clarkeana
Euphorbia clarkeana är en törelväxtart som beskrevs av Joseph Dalton Hooker. Euphorbia clarkeana ingår i släktet törlar, och familjen törelväxter. Inga underarter finns listade i Catalogue of Life.